# Одбојка
Одбојка је врста тимског и олимпијског спорта где се лопта удара руком преко мреже на противничку страну. Тим чине шест играча где свако има своју функцију. Тим се састоји од техничара, коректора, два примача, средњег блокера и либера. Техничар је мозак екипе и он увек стоји у близини мреже. Блокери такође стоје код мреже и њихова улога је да блокирају противнички смеч. Коректор смечује, а примачи и либеро примају сервис. Модерна одбојка се игра на три добијена сета, до 25 поена. Када и једна и друга екипа имају по два добијена сета, игра се пети сет, тзв. ТАЈ-БРЕJК до 15 поена. У тиму је 12 играча, али је само 6 на терену. Остали су на клупи, они су замене. Либеро никада не сервира.

## Историја
Вилијам Морган је записан као створитељ одбојке, коју је оригинално назвао „минтонет“. Морган је дипломирао на Колеџу Спрингфилд где је упознао Џејмса Нејсмита, који је 1891. године измислио кошарку. Годину дана након што је дипломирао, Морган је отишао у Холјок, где је добио место директора физичког васпитања. То место му је омогућило директан утицај на вежбе за рекреацију и развој спорта.
Његово вођство је одлично прихваћено и његови разреди су се свакодневно повећавали. Схватио је да би било добро да измисли неку рекреацијску такмичарску игру како би свој програм учинио разноврснијим. Кошарка му се учинила као добар избор, али само за млађе чланове, за оне мало старије му је била потребна нека мање насилна.
У то време Морган није нигде могао наћи игру која је личила на одбојку, па ју је он створио из својих особних метода тренирања и рекреације. Описујући своје прве експерименте, Морган је рекао: „У потрази за одговарајућом игром, прво ми је тенис пао на памет, али за њега су нам биле потребне лоптице, рекети, мрежа и остала опрема па сам од њега одустао, но идеја мреже ми се учинила згодном. Подигли смо мрежу на висину од 1,98 метар, изнад главе просечног мушкарца. Уз то нам је била потребна и лопта. Прво ми је пала на памет кошаркашка, али та је била превелика и претешка."
На крају, Морган је замолио да у фабрици Сполдинг направе одговарајућу лопту, што су ови и учинили. Направили су кожну лопту, чији је обим био око 65 cm, а маса око 300 грама. Након тога, Морган, с још два пријатеља, написао прва правила одбојке.
Почетком 1896. године у Спрингфилду на Колеџу YMCA организована је конференција где су се окупили сви директори физичког васпитања YMCA. На тој конференцији је Морган први пут демонстрирао новостворену игру. Саставио је две екипе од по пет играча који су пре саме конференције одиграли „минтонет“. Морган је присутнима објаснио да је ова игра предвиђена за дворану, али да се може играти и на отвореноме. У игри је могао учествовати неограничен број играча, а главни циљ је био одржавати лопту у ваздуху, изнад мреже, с једне стране на другу.
Игра је на конференцији врло добро прихваћена само је промењено име у „волејбал“. Морган је још порадио на правилима игре и 1897. године је изашао први приручник с главним подацима о игри и као додатак су изашла и прва правила одбојке. Једно време је број играча варирао да би се на крају тридесетих година уобличила игра шест на шест какву данас познајемо.

### Историја одбојке у Србији
У нашу земљу одбојку је 1924. године донео г. Вилијам Вајланд, професор фолклора и народних спортова из Оукленда (Калифорнија), када је у организацији Црвеног крста одржао низ предавања и демонстрације америчких спортова у Београду и Новом Саду. Верује да је његов долазак означио почетак одбојке на овим просторима, а 1924. се сматра за годину када је први пут дошао одбојкашка лопта дошла у Србију. Одбојкашки спорт је био познат нашој јавности и пре овог догађаја, али јавна утакмица са званичним одбојкашким правилима није могла бити одржана раније. Ипак, пре Другог светског рата није постојало организовано такмичење у нашој земљи. Одбојка је представљала једну од вежби и допунски спорт у оквиру Соколских друштава, која је у то време једина практиковала. Одбојкашка такмичења соколских друштава играна су по жупама, као Жупска првенства. Незванично, одбојку су играли студенти на факултетима, ученици по вишим школама и гимназијама, као и чланови разних гимнастичких друштава. У време, одбојка није захтевала скупе реквизите и посебне услове за прављење терена, тако да је овај спорт био доста развијен и играо се по летовалиштима, плажама, парковима итд.
У периоду окупације, између 1941. и 1944. године, одбојка се играла веома активно, одржавана је бројна такмичења, а све више спортских клубова је оснивач своје одбојкашке секције.
Одбојкашки савез је основан 1946. године у оквиру Савеза за физичку културу Југославије. Годину дана касније, 1947. године, основана је Светска одбојкашка федерација (ФИВБ), а тадашња Југославија је била један од 14 оснивача (уз Белгију, Бразил, Чехословачку, Египат, Француску, Холандију, Мађарску, Италију, Пољску, Португал, Румунију, Уругвај и САД).
Од 13. фебруара 1949. године, Одбојкашки савез је постао самостална спортска организација. Две године касније, на Европском првенству за сениорке одржаном у Паризу, стигла је прва медаља за наш спорт - женска одбојкашка репрезентација Југославије освојила је бронзану медаљу. Тај успех су поновили сениори 1975. године када је наша земља први пут у историји била домаћин највећег европског такмичења у мушкој и женској конкуренцији. Наши одбојкаши су у последњем мечу Финалне групе победили Бугарску са 3: 0 у препуној хали "Пионир" у Београду и окитили се бронзаном медаљом, украсивши тако беспрекорну организацију првенства у нашој земљи.
Упоредо са развојем одбојке у нашој земљи, овај спорт се развијао и у свету, а коначни потврду и признање добио је 1964. године уврштавањем у званични програм Олимпијских игара. Највећи успех наших одбојкаша везује се управо за Олимпијаду и освајање златне медаље 2000. године у Сиднеју. Након тога се ређале медаље, а све наше селекције су стигле у сам врх светске одбојке. Издвајамо кадете који су постали двоструки Светски шампиони, а затим сениорке које су окитиле бронзом на Светском првенству и постале Европске првакиње, као и сениоре, двоструке Европске шампионе.

## Правила
Одбојка је спорт који обилује брзином и свестраним покретима тела па се од играча очекују брзе реакције, сабраност и тренутна сналажљивост. Главна обележја данашњих националних селекција су снага и висина, али и способност екипе и тренера да развије нове тактике и стратегије игре је оно што доноси успех на утакмицама.

### Карактеристике игре
Одбојка је тимска (колективна) игра у којој се две екипе од по шест играча боре на терену димензија 18x9 m. По средини игралишта разапета је мрежа широка 1 метар и дуга 9,5 m. Размак између горњег краја мреже и тла је различит: 243 cm за сениоре и 224 cm за сениорке.
Игралиште је средишњом линијом подељено на два поља; на 3 метра од ње теку са стране паралелне линије које означавају зону напада, а иза њих зону одбране.
Простор за сервирање је иза задње линије и може се слободно сервирати с било којег места дуж линије. 

Почетни ударац (сервис) изводи десни играч последње линије, настојећи да пребаци лопту у противничко поље. Ако је сервис изведен неправилно или ако је противник у току надигравања био успешнији, противник стиче право сервирања.
Екипа сме лопту такнути три пута у једном поену, а исти играч не сме одиграти лопту двапут узастопце, осим ако је претходно изблокирао противничког играча, у ком случају се лопта може додирнути 4 пута (блок и 3 лопте).
Лопта остаје у игри док не додирне терен, зид или неки предмет, односно док неко од играча не направи грешку.

### Правила бодовања
Године 2000. донесена су нова правила бодовања у одбојци. Према новим правилима поени се освајају после сваке завршене акције, без обзира на то која екипа је сервирала. Према некадашњим правилима, само она екипа која је сервирала је могла освојити поен.
Утакмице се играју на три добијена сета од по 25 поена, а највише се може одиграти пет сетова. За разлику од прва четири сета, пети (који се још зове и тај-брејк) се игра до 15 поена. У случају изједначеног резултата крајем сета, победнику су потребна два поена разлике да би завршио сет у своју корист.

### Либеро
Након Олимпијских игара у Атланти 1996. ФИВБ је за предстојеће Олимпијске игре у Сиднеју 2000. године увео новог специјалног играча: либера. Либера је лако препознати на терену јер носи различиту боју дреса од својих саиграча и увек се налази у задњем делу терена где може заменити било ког играча. Либеро не сме сервирати, смечовати нити се ротирати са играчима на првој линији терена, али игра врло важну улогу у пријему противничког сервиса и одбрани поља. Либеро је уведен да би уз помоћ боље одбране поља поени дуже трајали и да би се дала прилика и нижим играчима који у данашње време немају велике шансе успети као нападачи или као играчи прве линије.

### Правило ротације
Током игре свих шест играча се у пољу ротирају у смеру казаљке на сату, након освојеног сервиса. То је главни кључ дворанске одбојке - не може се све време играти с најбољим нападачима на мрежи или најбољим одбрамбеним играчима у позадини. Пре сервиса играчи морају бити на местима које им редом припада, а након сервиса могу заменити места, али играчи из одбране не смеју мењати играче на мрежи. Они такође смеју учествовати у нападу, али могу смечирати само иза нападачке линије (линије три метра). Правило ротирања објашњава зашто техничар понекад изгледа као да се „скрива“ иза играча. Пре сервиса, као и остали, и он мора бити на свом месту, а након сервиса може трчати на мрежу како би организовао напад. Ако дотрчи на мрежу пре него што је противник одсервирао, поен се даје противнику.

## Лопта
Након тестирања многих боја за одбојкашку лопту ФИВБ је на Светском првенству у Јапану 1998. године представила лопту са жутим, белим и плавим линијама. Њоме је замењена традиционална бела лопта која је, додуше, опстала у рекреативној игри. Од 2008. званична лопта је редизајнирана тако да има мала удубљења на површини која боље користе Магнусов ефекат (иначе врло битан фактор у одбојци), а од 2020. је дизајн поново измењен.

## Елементи одбојкашке технике

### Сервис
Сервис је почетни ударац којим почиње сваки поен, изводи се на почетку сета и после сваке грешке. Играч мора ударити лопту тако да пређе мрежу и погоди унутар терена противника. Постоје две врсте сервиса - горњи и доњи, али данас у врхунској одбојци више нико не сервира доњи сервис. Најпопуларнији сервис је сервис у скоку који може бити веома тежак за пријем ако има велику брзину и ротацију.

### Одбијање подлактицама (пријем сервиса, одбрана поља)
Примењује се код примања противничког сервиса, одбране поља и према одбијених лопти од блока. Руке се спајају у тзв. „чекић“, подлактице су паралелне и унутрашњи део подлактица је окренут према горе. Овај начин одбијања се користи за први додир с лоптом код пријема сервиса и за ефикасну одбрану поља код смечирања противничких нападача. У данашње време када је уведен либеро као играч специјализован за ову технику, либеро преузима главни део одбране терена како у пријему сервиса тако и у одбрани од противничког смеча.

### Дизање (одбијање прстима)
Дизање је вршно одбијање лопте изнад главе које се користи да би се променио смер лопте од примљеног сервиса и што боље позиционирало лопту нападачу. Техничар најчешће одиграва другу лопту у акцији. Дизање је главни тактички део одбојке јер техничар мора бити толико добар да својим нападачима омогући напад на местима где је блок противника најслабији. Зато мора уз своје играче стално пратити и противничке, поготово њихово кретање на мрежи. У правилу данас у постави игра један дизач, но постоје још и екипе које играју с два дизача.

### Смечовање
Ово је најефикаснији и најатрактивнији облик упућивања лопте у поље противника, а тиме и постизања поена. Лопта дигнута изнад нивоа мреже хвата се у скоку у највишој могућој тачки и што већом брзином и што стрмије упућује у противничко поље. Такође, пре ударања смеча потребно је урадити одговарајући залет (пуни залет за смеч са 4. метра или брзи, кратки тзв. пенал са 3. метра).

### Блок
Блок је прва линија одбране у одбојци и најефикаснија одбрана од смеча. За блокирање су задужена три играча која се налазе на мрежи. Они могу поставити блок тако да прате противничког техничара и његово дизање, па се равнају по њему или да пре саме акције противника одлуче да ли ће покушати блокирати брзи напад са средине мреже. Главна карактеристика доброг блока је прелазак рукама на другу страну мреже у тренутку скока, јер ако руке блокера стоје равно на блоку добар смечер ће то знати искористити тако да ће блокер на крају изблокирати смеч, али на своју страну, најчешће сам себи под ноге. Блокер може изблокирати сваки напад, изузевши први односно сервис.